# Elements Part 1
Albums de Stratovarius
Intermission
(2001) Elements Part 2
(2003)
Singles
1. Eagleheart
Sortie : 2003

Elements Part 1 est le neuvième album du groupe finlandais de power metal Stratovarius, publié le 27 janvier 2003 par Nuclear Blast. Il est le premier album de la suite Elements.

## Liste des chansons
Toute la musique est composée par Timo Tolkki.
| No  | Titre                                         | Durée |
| --- | --------------------------------------------- | ----- |
| 1.  | Eagleheart                                    | 3:50  |
| 2.  | Soul of a Vagabond                            | 7:22  |
| 3.  | Find Your Own Voice                           | 5:12  |
| 4.  | Fantasia                                      | 9:56  |
| 5.  | Learning to Fly                               | 6:22  |
| 6.  | Papillon                                      | 7:00  |
| 7.  | Stratofortress                                | 3:25  |
| 8.  | Elements                                      | 12:00 |
| 9.  | A Drop in the Ocean                           | 6:50  |
| 10. | Papillon (version française) (Bonus français) | 7:00  |
| 11. | Into Deep Blue (Bonus japonais)               | 5:41  |